# 選抜高等学校野球大会 (鳥取県勢)
選抜高等学校野球大会における鳥取県勢の成績について記す。

## 大会結果
| 大会                 | 選出校                    | 試合結果 | 試合結果                    | 成績     |
| -------------------- | ------------------------- | -------- | --------------------------- | -------- |
| 1927年（第4回大会）  | 鳥取一中（初出場）        | 1回戦    | ● 7 - 8x 松山商（延長13回） | 初戦敗退 |
| 1932年（第9回大会）  | 鳥取二中（初出場）        | 1回戦    | ● 2 - 3x 小倉工             | 初戦敗退 |
| 1933年（第10回大会） | 鳥取一中（6年ぶり2回目）  | 1回戦    | ○ 9 - 7 長崎商              | 2回戦    |
| 1933年（第10回大会） | 鳥取一中（6年ぶり2回目）  | 2回戦    | ● 3 - 5 岐阜商              | 2回戦    |
| 1935年（第12回大会） | 米子中（初出場）          | 2回戦    | ● 2 - 5 島田商              | 初戦敗退 |
| 1960年（第32回大会） | 米子東（25年ぶり2回目）   | 2回戦    | ○ 2 - 1 大宮                | 準優勝   |
| 1960年（第32回大会） | 米子東（25年ぶり2回目）   | 準々決勝 | ○ 4 - 2 松阪商              | 準優勝   |
| 1960年（第32回大会） | 米子東（25年ぶり2回目）   | 準決勝   | ○ 2 - 0 秋田商              | 準優勝   |
| 1960年（第32回大会） | 米子東（25年ぶり2回目）   | 決勝     | ● 1 - 2x 高松商             | 準優勝   |
| 1961年（第33回大会） | 米子東（2年連続3回目）    | 2回戦    | ○ 2 - 1 掛川西              | ベスト4  |
| 1961年（第33回大会） | 米子東（2年連続3回目）    | 準々決勝 | ○ 2 - 1 敦賀（延長16回）    | ベスト4  |
| 1961年（第33回大会） | 米子東（2年連続3回目）    | 準決勝   | ● 1 - 4 高松商              | ベスト4  |
| 1965年（第37回大会） | 米子東（4年ぶり4回目）    | 2回戦    | ● 0 - 4 高松商              | 初戦敗退 |
| 1966年（第38回大会） | 米子東（2年連続5回目）    | 1回戦    | ○ 6 - 1 富士宮北            | ベスト8  |
| 1966年（第38回大会） | 米子東（2年連続5回目）    | 2回戦    | ○ 2 - 0 高知                | ベスト8  |
| 1966年（第38回大会） | 米子東（2年連続5回目）    | 準々決勝 | ● 2 - 11 中京商             | ベスト8  |
| 1970年（第42回大会） | 米子東（4年ぶり6回目）    | 1回戦    | ● 0 - 5 津久見              | 初戦敗退 |
| 1972年（第44回大会） | 鳥取工（初出場）          | 1回戦    | ● 1 - 2 市神港              | 初戦敗退 |
| 1973年（第45回大会） | 境（初出場）              | 1回戦    | ● 2 - 5 日大山形            | 初戦敗退 |
| 1974年（第46回大会） | 境（2年連続2回目）        | 1回戦    | ○ 8 - 1 長良                | 2回戦    |
| 1974年（第46回大会） | 境（2年連続2回目）        | 2回戦    | ● 0 - 7 和歌山工            | 2回戦    |
| 1975年（第47回大会） | 倉吉北（初出場）          | 1回戦    | ● 1 - 6 福井商              | 初戦敗退 |
| 1977年（第49回大会） | 米子東（7年ぶり7回目）    | 1回戦    | ● 0 - 5 県岐阜商            | 初戦敗退 |
| 1979年（第51回大会） | 倉吉北（4年ぶり2回目）    | 1回戦    | ○ 1x - 0 静岡               | ベスト8  |
| 1979年（第51回大会） | 倉吉北（4年ぶり2回目）    | 2回戦    | ○ 7 - 4 高松商              | ベスト8  |
| 1979年（第51回大会） | 倉吉北（4年ぶり2回目）    | 準々決勝 | ● 1 - 5 箕島                | ベスト8  |
| 1980年（第52回大会） | 倉吉北（2年連続3回目）    | 1回戦    | ● 4 - 5 東海大三            | 初戦敗退 |
| 1981年（第53回大会） | 倉吉北（3年連続4回目）    | 1回戦    | ○ 5 - 4 鳴門商              | ベスト4  |
| 1981年（第53回大会） | 倉吉北（3年連続4回目）    | 2回戦    | ○ 3 - 2 中京商              | ベスト4  |
| 1981年（第53回大会） | 倉吉北（3年連続4回目）    | 準々決勝 | ○ 2 - 1 高松商              | ベスト4  |
| 1981年（第53回大会） | 倉吉北（3年連続4回目）    | 準決勝   | ● 0 - 4 PL学園              | ベスト4  |
| 1988年（第60回大会） | 倉吉東（初出場）          | 1回戦    | ○ 10 - 3 市船橋             | 3回戦    |
| 1988年（第60回大会） | 倉吉東（初出場）          | 2回戦    | ○ 1x - 0 東海大山形         | 3回戦    |
| 1988年（第60回大会） | 倉吉東（初出場）          | 3回戦    | ● 2 - 4 桐蔭学園            | 3回戦    |
| 1989年（第61回大会） | 倉吉東（2年連続2回目）    | 1回戦    | ● 1 - 4 尼崎北              | 初戦敗退 |
| 1990年（第62回大会） | 鳥取西（57年ぶり3回目）   | 1回戦    | ● 1 - 4 高松商              | 初戦敗退 |
| 1992年（第64回大会） | 米子商（初出場）          | 1回戦    | ● 0 - 1 天理                | 初戦敗退 |
| 1993年（第65回大会） | 鳥取西（3年ぶり4回目）    | 2回戦    | ○ 9 - 4 秋田経法大付        | 3回戦    |
| 1993年（第65回大会） | 鳥取西（3年ぶり4回目）    | 3回戦    | ● 0 - 5 長崎日大            | 3回戦    |
| 1996年（第68回大会） | 米子東（19年ぶり8回目）   | 1回戦    | ○ 9 - 7 釜石南              | 2回戦    |
| 1996年（第68回大会） | 米子東（19年ぶり8回目）   | 2回戦    | ● 4 - 8 大阪学院大          | 2回戦    |
| 2008年（第80回大会） | 八頭（初出場）            | 2回戦    | ○ 1 - 0 宇都宮南            | 3回戦    |
| 2008年（第80回大会） | 八頭（初出場）            | 3回戦    | ● 0 - 1 東洋大姫路          | 3回戦    |
| 2012年（第84回大会） | 鳥取城北（初出場）        | 1回戦    | ● 5 - 6 三重                | 初戦敗退 |
| 2015年（第87回大会） | 米子北（初出場）          | 1回戦    | ● 1 - 14 常総学院           | 初戦敗退 |
| 2019年（第91回大会） | 米子東（23年ぶり9回目）   | 1回戦    | ● 1 - 4 札幌大谷            | 初戦敗退 |
| 2020年（第92回大会） | 鳥取城北（8年ぶり2回目）  | 交流試合 | ● 5 - 6x 明徳義塾           | （中止） |
| 2021年（第93回大会） | 鳥取城北（2年連続3回目）  | 1回戦    | ○ 6 - 2 三島南              | 2回戦    |
| 2021年（第93回大会） | 鳥取城北（2年連続3回目）  | 2回戦    | ● 0 - 1 東海大相模          | 2回戦    |
| 2023年（第95回大会） | 鳥取城北（2年ぶり4回目）  | 1回戦    | ● 3 - 6 東邦                | 初戦敗退 |
| 2025年（第97回大会） | 米子松蔭（33年ぶり2回目） | 1回戦    | ● 2 - 10 花巻東             | 初戦敗退 |

## 通算成績
| 出場 | 試合 | 勝利 | 敗戦 | 引分 | 勝率 | 優勝 | 準優勝 | ベスト4 | ベスト8 |
| ---- | ---- | ---- | ---- | ---- | ---- | ---- | ------ | ------- | ------- |
| 31   | 50   | 20   | 30   | 0    | .400 | 0    | 1      | 2       | 2       |

## 学校別成績
| 校名     | 出場 | 直近出場 | 勝敗   | 最高成績 | 前身校   |
| -------- | ---- | -------- | ------ | -------- | -------- |
| 米子東   | 9回  | 2019年   | 8勝9敗 | 準優勝   | 米子中   |
| 倉吉北   | 4回  | 1981年   | 5勝4敗 | ベスト4  |          |
| 鳥取西   | 4回  | 1990年   | 2勝4敗 | 3回戦    | 鳥取一中 |
| 鳥取城北 | 4回  | 2023年   | 1勝3敗 | 2回戦    |          |
| 倉吉東   | 2回  | 1989年   | 2勝2敗 | 3回戦    |          |
| 境       | 2回  | 1974年   | 1勝2敗 | 2回戦    |          |
| 米子松蔭 | 2回  | 2025年   | 0勝2敗 | 初戦敗退 | 米子商   |
| 八頭     | 1回  | 2008年   | 1勝1敗 | 3回戦    |          |
| 鳥取東   | 1回  | 1932年   | 0勝1敗 | 初戦敗退 | 鳥取二中 |
| 鳥取工   | 1回  | 1972年   | 0勝1敗 | 初戦敗退 |          |
| 米子北   | 1回  | 2015年   | 0勝1敗 | 初戦敗退 |          |